# San Severo
San Severo ([sanseˈvɛːro], Sanzëvírë in dialetto locale) è un comune italiano di 48 940 abitanti della provincia di Foggia in Puglia.
Importante centro di antiche tradizioni mercantili e agricole, è essenzialmente dedito al terziario. Il comune, al centro di un reticolo viario nel Tavoliere settentrionale, ha un'ampia estensione territoriale.

## Geografia fisica
La città sorge nel settore nord del Tavoliere delle Puglie a una altitudine di 86 m s.l.m.. Confina con Apricena a nord, Rignano Garganico a est, Foggia e Lucera a sud, Torremaggiore e San Paolo di Civitate a ovest. San Severo è il trentatreesimo comune italiano per estensione territoriale e il nono della Puglia.

### Territorio
Il territorio è prevalentemente pianeggiante e, geologicamente, appartiene al Quaternario antico essendo caratterizzato da sabbia e argilla fossilifere, di origine marina. Da un punto di vista altimetrico, risulta essere decrescente da ovest (163 m s.l.m.) a est (23 m s.l.m.). Con la variazione altimetrica, variano gli elementi dal paesaggio: ad ovest si trovano prevalentemente lievi colline, a est una area pianeggiante più regolare, in corrispondenza del bacino del Candelaro. L'agro è scarsamente popolato pur essendo costellato di masserie. Le colture prevalenti sono quelle di oliveti, vigneti e seminativi a frumento. Più rari i frutteti, mentre non mancano campi coltivati a ortaggi.

#### Idrografia
I corsi d'acqua sono minimi. Oltre al Candelaro, l'agro sanseverese è attraversato dai torrenti Triolo, Salsola, Radicosa, Vènolo, Ferrante, Potesano e Vulgano (quest'ultimo si limita ad attraversare un'exclave appartenente al comune). Alla scarsità di acque in superficie, quasi del tutto assenti nella stagione estiva, corrisponde una notevole presenza di acque freatiche salmastre, soprattutto nel sottosuolo della città.

### Clima
Il clima, già temperato per latitudine e longitudine, è caratterizzato da inverni freddi solo relativamente (con nevicate molto rare) ed estati molto calde, caratterizzate da forti escursioni termiche diurne. I venti sono frequenti e moderati, talvolta piuttosto forti. Il mese più freddo è gennaio con 7 °C di media ed i più caldi sono luglio e agosto (25°). Dal punto di vista legislativo il comune di San Severo ricade nella Fascia Climatica D in quanto i gradi giorno della città sono 1494, dunque limite massimo consentito per l'accensione dei riscaldamenti è di 12 ore giornaliere dal 1º novembre al 15 aprile.
- Classificazione climatica: zona D, 1494 GG[8]

## Origini del nome
Il nome della città deriva da quello del santo patrono, san Severino, titolare della chiesa intorno alla quale il castellum si è formato. L'agiotoponimo originario, Castellum Sancti Severini o semplicemente Sanctus Severinus, si legge in sette documenti redatti tra il 1116 e il 1266. La forma Sanctus Severus, invece, è attestata la prima volta in un documento del 1134, peraltro noto esclusivamente in dubbia trascrizione moderna. In una pergamena del 1141 compaiono entrambe le forme, una all'inizio e l'altra alla fine della scrittura, segno dell'alternanza che a un certo punto innescò la mutazione del nome dell'abitato a favore di un toponimo diverso dal titolo della chiesa matrice.
Ciò nonostante il nome della città restò fluttuante per lungo tempo, tanto che San Severino, seppur sporadicamente, risulta in uso fino al XVII secolo. In alcuni documenti quattrocenteschi, inoltre, nell'intestazione in latino si legge la grafia originaria e nel testo in volgare quella derivata: questo fa ritenere che il cambiamento dell'antico agiotoponimo sia dovuto alla sincope, soppressione comune nel passaggio dal latino all'italiano: Sanctus Severinus > Sanseverinus > Sansevero, tanto più che nessun santo di nome Severo risulta venerato in città prima della fine del Seicento. Non a caso, il toponimo ufficiale - pur ammettendosi le infrequenti varianti San Severo e S. Severo - fu sempre Sansevero, in forma univerbata.
Nel 1931 il comune, su richiesta del Ministero dell'interno, adottò ufficialmente la grafia San Severo, essendo quella riportata dal Dizionario dei Comuni del Regno compilato dall'Istituto Centrale di Statistica (il caso è analogo a quello di Sanremo). La scarsa o nulla resistenza al cambiamento ha fatto sì che la forma San Severo abbia preso piuttosto rapidamente il sopravvento, sicché oggi essa risulta impiegata quasi universalmente.

## Storia

### Le origini e i primi secoli
Secondo la leggenda rinascimentale, la città fu fondata dall'eroe greco Diomede col nome di Castrum Drionis (Casteldrione), e sarebbe rimasta pagana fino al 536, quando san Lorenzo Maiorano, vescovo di Siponto, avrebbe imposto all'abitato il nome di un fantomatico governatore Severo, da lui convertito al Cristianesimo.
San Severo sorge nell'antica Daunia e nel suo agro sono state rinvenute tracce di vari insediamenti neolitici. In età altomedievale l'area non risulta interessata da abitati stabili e definibili. Tra l'età longobarda e quella bizantina s'irradiò dal monastero di Cassino il monachesimo benedettino, e con esso il culto dell'apostolo del Norico, san Severino abate: sul probabile itinerario della Via Francigena sorse dunque una primitiva chiesetta dedicata al santo, presso cui si formò nell'XI secolo, grazie al continuo afflusso di pellegrini diretti a Monte Sant'Angelo e agli spostamenti di uomini e merci, l'odierna città, originariamente chiamata Castellum Sancti Severini (borgo fortificato di San Severino).
L'agglomerato, sviluppatosi rapidamente grazie alla posizione favorevole ai commerci, assunse ben presto una notevole importanza, e fu sede di mercanti veneti, fiorentini, saraceni ed ebrei. Dapprima soggetta agli abati benedettini del monastero di San Pietro di Terra Maggiore (e nel 1116 l'abate Adenulfo vi dettò la famosa Charta Libertatis), nel 1230 la città, divenuta regia, si ribellò a Federico II di Svevia che la punì coll'abbattimento delle mura. Tra il 1232 e il 1233 Giacomo da Lentini vi esercitò la professione notarile. Nel 1295 Bonifacio VIII la cedette ai cavalieri templari.

### Trecento e Quattrocento

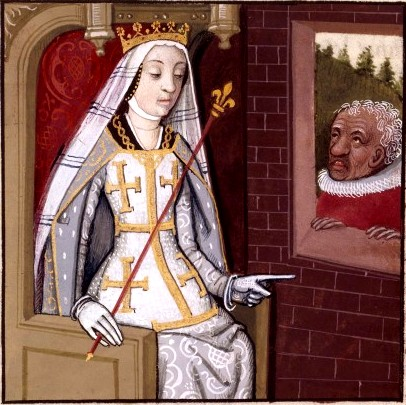
La regina Giovanna

Intorno al 1312, dopo la soppressione dell'ordine templare, la città, fortificata nuovamente con una cinta muraria più ampia, fu donata da Roberto d'Angiò alla moglie Sancia, che nel 1317 la cedette al conte Pietro Pipino, signore di Vico. Questi, peraltro, non riuscì mai a prendere possesso del nuovo feudo a causa della resistenza armata dei cittadini, che deposero le armi solo quando il re concesse loro di riscattare la città. San Severo fu quindi dichiarata città regia in perpetuo.
Dopo che la regina Giovanna d'Angiò vi soggiornò per lungo tempo, diversi monarchi napoletani la onorarono della loro presenza, tra cui gli aragonesi Alfonso I e Ferrante I. Quest'ultimo, il 1º ottobre 1491, concesse a San Severo lo statuto municipale, noto anche col nome di statuto ferrantino. Nel Quattrocento, San Severo diviene sede vescovile, sfruttando la decadenza della vicina Civitate; nello stesso secolo la cattedra ritorna nella preesistente sede episcopale. Secondo la tradizione locale, alla fine del XV secolo San Severo divenne capoluogo del giustizierato (provincia) di Capitanata, sotto la cui giurisdizione ricadeva anche il Contado di Molise, e fu sede dei funzionari provinciali e del tribunale della Regia Udienza; inoltre, la città batté moneta propria.

### Il Cinquecento
Nel 1521 Carlo V, sorprendentemente, vendette la città al duca di Termoli Ferdinando di Capua, ma il sindaco Tiberio Solis (o de Lisolis) riuscì a riscattarla versando all'imperatore 42.000 ducati, messi insieme raccogliendo contributi di privati cittadini e, soprattutto, contraendo l'enorme debito di 32.000 ducati con alcuni banchieri napoletani. Il sovrano, allora, dichiarò nuovamente San Severo città perpetuamente regia e inalienabile. Secondo la tradizione, nel gennaio del 1536 lo stesso Carlo V l'avrebbe onorata della sua presenza, nell'occasione nobilitando ventiquattro famiglie cittadine e istituendo l'oligarchico Regime dei Quaranta (dal 2006 l'evento è rievocato da un corteo storico).
Per San Severo, divenuta la più popolosa città di Capitanata, il Cinquecento fu un secolo aureo. La ricchezza dei commerci, la vitalità culturale e l'autonomia amministrativa ne fecero uno dei maggiori centri del Mezzogiorno, grazie in particolare alla presenza di un grande fondaco veneziano che, direttamente collegato al porto del fiume Fortore, faceva da importante tramite tra la Serenissima e il regno napoletano. Leandro Alberti nella Descrittione di tutta l'Italia (Venezia, 1550) scrive di San Severo che «è questo castello molto ricco, nobile, civile e pieno di popolo, ed è tanto opulento che non ha invidia ad alcun altro di questa regione». Notevole, in questi anni, è anche l'organizzazione ecclesiastica cittadina, con quattro ricche parrocchie, diversi ospedali, alcune confraternite e nove istituti religiosi, sei maschili e tre femminili.

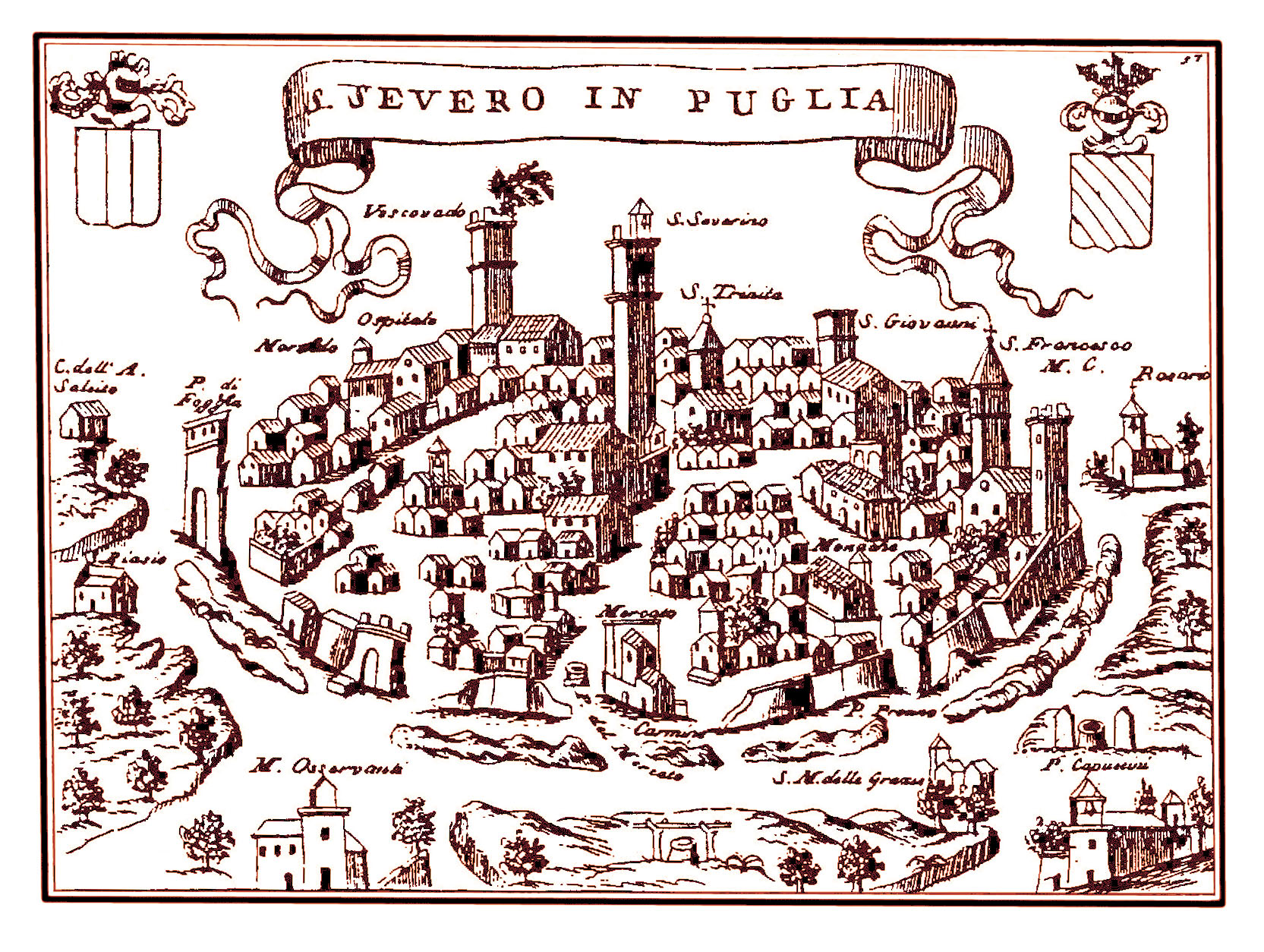
La città nel XVII secolo.

Secondo gli annali cittadini, il santo patrono apparve due volte in soccorso della città a lui affidata: nel 1522, con san Sebastiano, per avvertire i cittadini dell'attacco di mercenari intenzionati a fare saccheggio, e nel 1528, quando scacciò l'esercito imperiale.
Durante la cosiddetta guerra di Lautrec, San Severo fu assediata e aprì le porte al condottiero francese. Morto poco dopo Lautrec, l'esercito imperiale recuperò tutte le città occupate dai nemici. San Severo temeva castigo irreparabile e difatti fu presto cinta d'assedio. Di fronte a una lunga resistenza, i soldati si ritirarono coll'intenzione di tornare di sorpresa la notte seguente. Credendosi salvi, i cittadini si addormentarono tutti profondamente. Nottetempo gli imperiali tornarono inattesi, ma sulle mura della città apparve un enorme esercito che, al comando di un luminoso cavaliere che impugnava una spada nella destra e una bandiera rossa nella sinistra, terrorizzò e pose in fuga gli aggressori.
Il mattino dopo alcuni cittadini, all'oscuro del prodigio, andarono tra i campi e là trovarono alcuni imperiali che stavano accasciati nei pressi del monastero di san Bernardino. I soldati raccontarono gli straordinari eventi della notte e i cittadini convennero che il loro patrono, san Severino, li avesse personalmente difesi. Il popolo si radunò, allora, nel tempio del santo per ringraziarlo e, per conferma del miracolo, si trovarono sulla tovaglia dell'altare maggiore le impronte del cavallo in groppa al quale il santo era apparso. Si fece voto, quindi, di donare ogni anno al patrono, proclamato Defensor Patriae, cento libbre di cera nel giorno della sua festa, e da allora in poi si adottò per stemma civico san Severino a cavallo con una bandiera rossa nella destra e la sinistra distesa a protezione della città.

### L'età del principato
Nel 1579, all'apice del suo prestigio ma soffocata dal debito contratto nel 1521, la città fu venduta al duca Gian Francesco di Sangro, che ottenne per i suoi eredi il titolo di principi di Sansevero (il cui personaggio più rappresentativo fu il famoso inventore Raimondo Di Sangro, creatore della Cappella Sansevero a Napoli).  Di conseguenza essa perse il rango di capoluogo, che passò nel 1584 a Lucera, dove si trasferirono il governatore della provincia e il tribunale.
Pessimo fu il rapporto dei cittadini coi nuovi feudatari, che non mancarono di inacerbire i sudditi con atti spregiudicati e tirannici. Molte famiglie dell'antica aristocrazia sanseverese scelsero subito di lasciare la città e quelle che restarono assistettero impotenti all'esautorazione del Regime dei Quaranta.
L'infeudamento segnò l'inizio di una fase di declino, nonostante la promozione della città a sede vescovile nel 1580. Successivamente il catastrofico terremoto del 30 luglio 1627, la cui eco superò i confini nazionali, la rase al suolo quasi completamente e provocò la morte di ottocento abitanti e di un imprecisato numero di forestieri. La ricostruzione fu piuttosto lenta, nonché frenata dall'epidemia di peste del 1656 e 1657 (vi persero la vita circa tremila cittadini), ma nel Settecento la città rifiorì, dandosi fisionomia marcatamente barocca.
Il 16 aprile 1797 Ferdinando IV visitò San Severo e vi passò in rivista il reggimento Regina. Il 25 aprile, invece, vi vennero in visita il principe Francesco e la regina Maria Carolina, che assistettero a una messa solenne nella cattedrale.
Nel febbraio del 1799, a seguito della feroce reazione alla proclamazione della repubblica giacobina, sfociata nel fanatico massacro dei suoi fautori, le truppe francesi, comandate dai generali Duhesme e La Foret, vinsero cruentemente un arrangiato esercito popolare e saccheggiarono con terribile violenza la città. Le vittime, tra cittadini e soldati, furono circa quattrocentocinquanta

### L'Ottocento
Abolita la feudalità nel 1806 e tramontata la signoria dei di Sangro, nel 1811 San Severo, sesta città del regno per numero di abitanti, diventò capoluogo di uno dei tre distretti (poi circondari) di Capitanata e quindi sede di sottintendenza (poi sottoprefettura), mentre nel 1819 s'inaugurò, nell'antico Palazzo del Decurionato, il Teatro Comunale Real Borbone, prima sala all'italiana di Capitanata e tra le prime del Mezzogiorno.
Dopo il decennio francese la città divenne una cruciale roccaforte della carboneria e della massoneria, tanto che Guglielmo Pepe vagheggiò a lungo l'idea di fare di San Severo il punto di partenza dei moti del 1820. Nel 1826 fu aperto il Cimitero monumentale. Il 18 maggio 1847 visitò la città Ferdinando II. L'ampia Villa Comunale, invece, fu inaugurata nel 1854, mentre nel 1858 fu istituita la Civica Biblioteca Ferdinandea.
Nel 1860 San Severo contribuì con molti giovani ad accrescere le file dei garibaldini e, quando Francesco II era ancora sul trono, fu la prima città di Capitanata a proclamare il Regno d'Italia e a issare la bandiera tricolore. Il 21 ottobre dello stesso anno, i sanseveresi votarono all'unanimità per l'Italia unita. Dal 1862 al 1864, mentre impazzava il brigantaggio postunitario, la città fu sede del 49º Reggimento che si distinse nella repressione del fenomeno.
Dopo l'Unità si edificò la stazione ferroviaria (1863), furono attivati il Real Ginnasio e le Scuole Tecniche (1864), si costruì la casa circondariale e furono fondate due importanti bande musicali, la "Bianca" nel 1879 e la "Rossa" nel 1883, che ottennero vari riconoscimenti internazionali. Deputati del collegio cittadino furono il giurista Luigi Zuppetta, vincitore delle elezioni del 1861, 1864, 1865 e 1880, e, dal 1866 al 1875, il famoso storico della letteratura Francesco De Sanctis.

### Il Novecento e i giorni nostri

Corso Garibaldi (o Viale della Villa), in una cartolina dei primi anni del Novecento

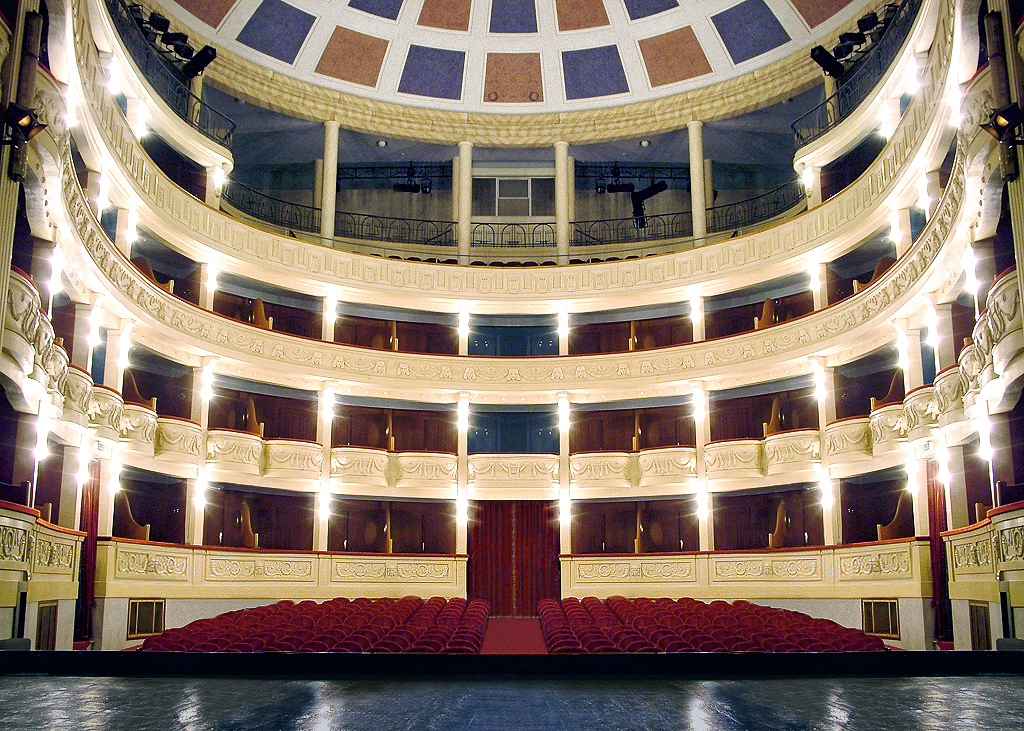
Il nuovo Teatro Comunale, inaugurato nel 1937

Il 29 aprile 1923 il principe ereditario Umberto di Savoia visitò la città e inaugurò il grandioso edificio scolastico "Principe di Piemonte". Nel 1929 fu inaugurato, invece, il campo sportivo comunale. Il 27 ottobre 1931 il ministro delle comunicazioni Costanzo Ciano inaugurò le Ferrovie del Gargano, che collegano la stazione di San Severo a una serie di località del Gargano, come Ischitella, Foce Varano e Rodi Garganico fino a Peschici, mentre il 9 dicembre 1937 si aprì per la prima volta il sipario del nuovo Teatro Comunale.
Durante la seconda guerra mondiale, il 9 settembre 1943 un gruppo di soldati italiani fu protagonista di un episodio di resistenza, rifiutando di cedere le armi ai tedeschi. Entro il successivo 28 settembre i tedeschi fecero saltare la centrale telefonica, il mulino Casillo e alcuni ponti, tra cui quello della ferrovia. Giunti gli alleati, la città fu sede di un'importante base aerea statunitense, ospitando la Fifteenth Air Force. I P-51 del 31st Fighter Group hanno eseguito missioni e condotto operazioni di supporto militare dalla base sanseverese dal 2 aprile 1944 al 3 marzo 1945.
Il 23 marzo 1950 i lavoratori di San Severo insorsero contro le forze di polizia, alzando barricate e assaltando le armerie e la sede del MSI. Gli scontri causarono un morto e circa quaranta feriti tra civili e militari, e l'esercito occupò coi carri armati le principali vie della città. Nei giorni seguenti, coll'accusa di insurrezione armata contro i poteri dello Stato, furono arrestate centottantaquattro persone, assolte e rilasciate dopo il processo, un anno dopo.
Nel 1996, con apposito decreto, il Presidente della repubblica Oscar Luigi Scalfaro ha confermato per San Severo il titolo di città, storicamente acquisito nel 1580, al momento dell'istituzione della diocesi sanseverese. Tra il 31 ottobre e il 2 novembre 2002 un violento sisma, noto come terremoto del Molise, ha lesionati diversi edifici del borgo antico e causata la chiusura di alcune chiese storiche.

### Simboli

Dal XVI secolo lo stemma civico, per memoria del miracolo del 1528, rappresenta in campo di cielo san Severino in abito sacerdotale, a cavallo, con una bandiera rossa caricata della croce nella destra e la sinistra distesa a protezione della città, raffigurata nella punta dello scudo. Lo stemma è sormontato dalla corona aurea turrita, propria delle città.
Lo stemma civico e il gonfalone sono stati ufficialmente riconosciuti con decreto del Capo del Governo del 5 aprile 1937 e registrati nell'Albo dei Comuni d'Italia.
Essendo stato approvato durante il regime fascista, lo stemma era decorato con il capo del Littorio. Lo stesso decreto sancì il declassamento dal rango di città a quello di comune.
Dopo il ripristino del titolo di città, con decreto del Presidente della Repubblica dell'11 settembre 1996, lo stemma civico sanseverese ha ufficialmente recuperato gli ornamenti e la corona di città.
I colori ufficiali del comune sono il giallo e il rosso: il caratteristico gonfalone cittadino, che rappresenta un vero e proprio unicum nell'araldica civica italiana, è un drappo bifido scaccato di questi due colori, frangiato d'oro e caricato dello stemma civico. Solo Pistoia e Suvereto hanno, come San Severo, un drappo scaccato, ma scalinato, non bifido.

## Monumenti e luoghi d'interesse

### Architetture religiose

#### Chiesa matrice di San Severino abate

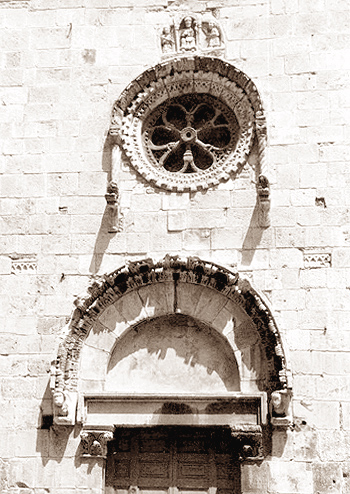
Chiesa di san Severino

Risalente all'XI secolo, è monumento nazionale oltre che l'edificio di culto più antico della città, di cui è chiesa matrice, arcipretale, nonché tempio civico.
Fu attorno a questa chiesa, posta sul probabile itinerario della cosiddetta “Via Sacra Langobardorum” (una diramazione della Via Francigena) che, per il continuo afflusso di pellegrini, si creò il nucleo originario della città, al tempo noto come Castellum Sancti Severini.
La chiesa subì notevoli ampliamenti a partire dal 1200, mentre gli altari e le opere pittoriche risalgono al periodo compreso tra il XVI secolo e il XVII secolo.
Fu gravemente danneggiata dal violentissimo terremoto del 1627. Sul finire del XVIII secolo fu ridipinta a calce in occasione di un'epidemia e successivamente decorata in stile neobarocco.

#### Cattedrale di Santa Maria assunta
La chiesa ha origini medievali, risalente al XII secolo. Nel XVIII secolo ha subito un profondo restauro barocco, conservandosi solo alcuni elementi preesistenti, tra cui il rosone romanico. Le tele settecentesche si devono al pennello di Alessio D'Elia, Santolo Cirillo e Giovanni Maria Mollo. La facciata, in stile eclettico, è del 1872.

#### Chiesa di San Lorenzo delle Benedettine
Fu costruita nel XVIII secolo su progetto di Giuseppe Astarita modificato da Ambrosio Piazza. Nell'aula, a pianta centrale, spiccano gli altari marmorei di Giuseppe e Gennaro Sammartino (1793). Di rilievo il pulpito ligneo del 1790 e le statue ottocentesche di santi, opere di Arcangelo Testa.

#### Chiesa di Santa Maria della Pietà
Ricostruita nel primo Settecento, ha fastoso interno rococò con ricca decorazione in marmi e stucchi. L'altare maggiore è opera di Michele Salemme del 1772.

#### Santuario della Madonna del Soccorso
Edificata nel XII secolo, fu affidata ai monaci agostiniani. I confratelli del Soccorso la ristrutturarono nel XVIII secolo. La facciata lapidea, rococò, è opera dei fratelli Pietro e Gregorio Palmieri. L'altare maggiore, napoletano, è di Vincenzo Palmieri (1765).

### Centro storico

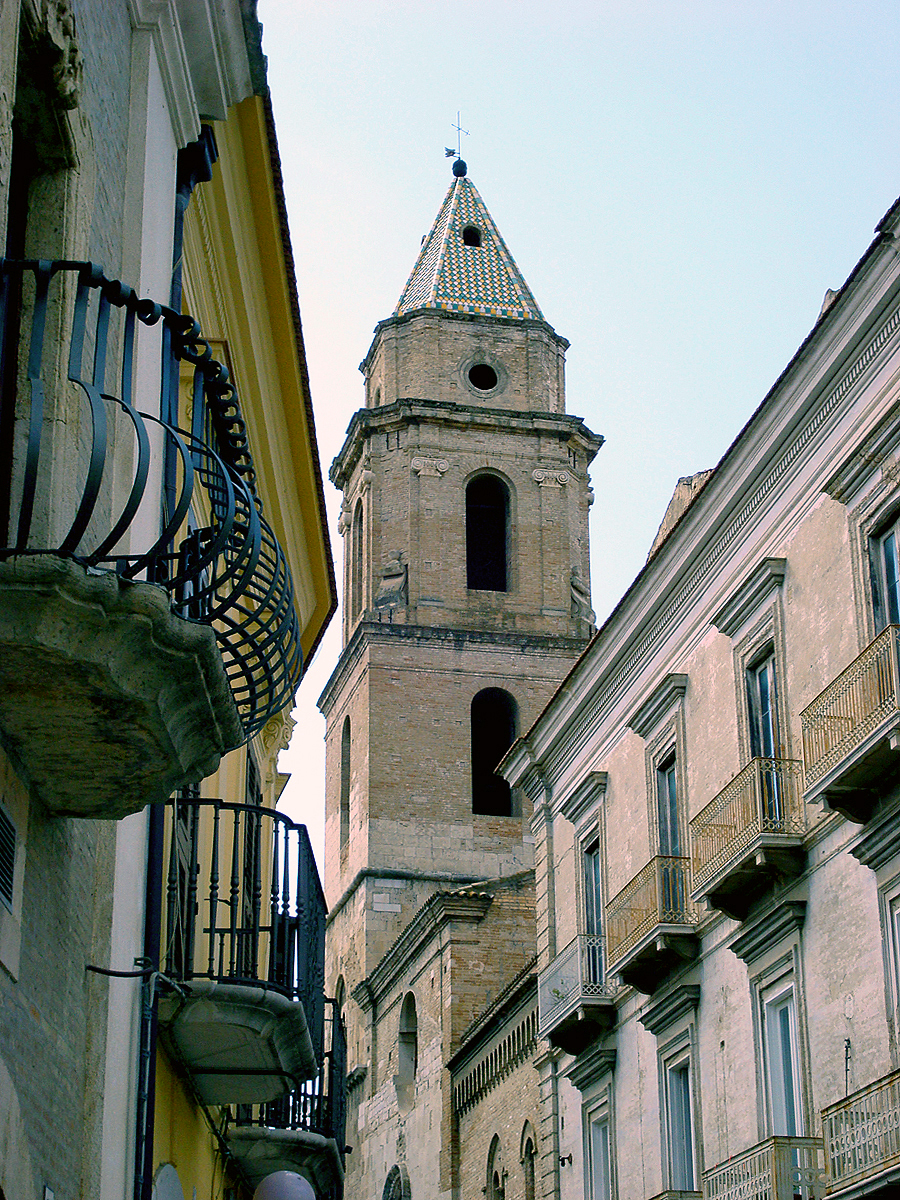
Scorcio del borgo antico

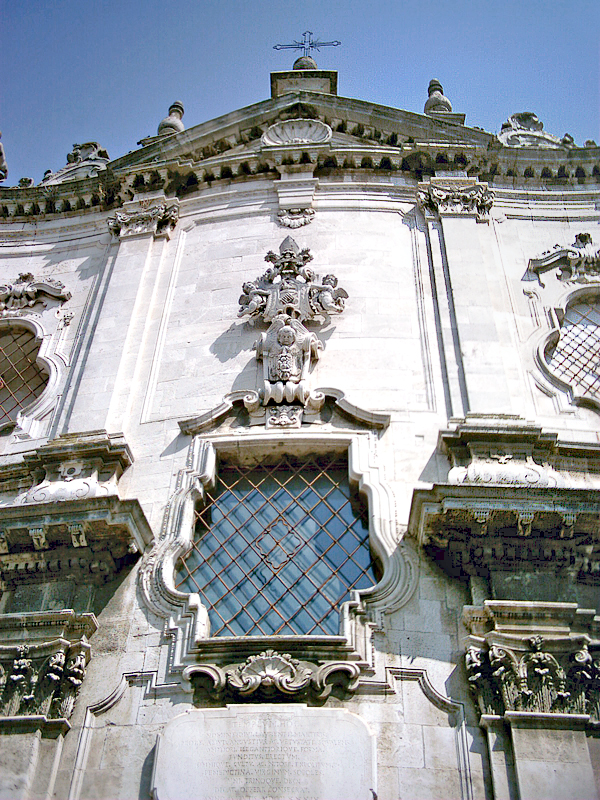
La facciata di San Lorenzo

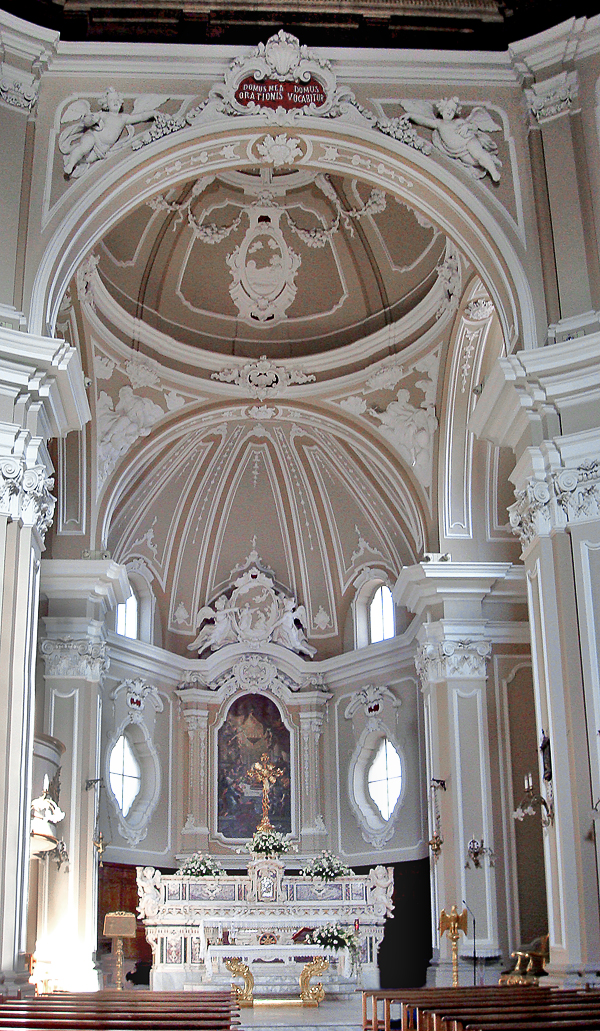
L'interno di San Nicola

San Severo conserva un centro storico, con significativi monumenti, per il quale il 2 febbraio 2006 ha ottenuto il riconoscimento regionale di città d'arte, confermato con nuova determina della Regione Puglia il 16 aprile 2019.
Il centro cittadino, definito perimetralmente dalla cinta muraria intervallata da sette porte, ormai completamente smantellata, fu profondamente danneggiato dal sisma del 30 luglio 1627. Pur conservando il labirintico sistema stradale medievale, il grande borgo antico, su cui si ergono alcuni caratteristici campanili con le guglie maiolicate, è ricco di monumenti prevalentemente barocchi, come i tanti palazzi signorili (de Petris, del Sordo, de Lucretiis, Fraccacreta, Mascia, Recca, de Ambrosio, del Pozzo, Summantico, Carafa ecc.), i tre grandi monasteri delle benedettine (ieri sede del tribunale, soppresso dal Governo Monti), dei celestini (sede municipale dal 1813) e dei francescani (del museo civico, M.A.T. ,Museo Alto Tavoliere), e le scenografiche chiese di santa Maria della Pietà e san Lorenzo (entrambe monumenti nazionali) e di san Nicola e della Trinità.
Cuore del centro è la severa chiesa matrice di san Severino (anch'essa monumento nazionale), dedicata al primo e principale patrono della città e diocesi, che conserva i prospetti esterni romanici, con rosone e archivolto in pietra d'età federiciana. La vasta cattedrale, dedicata a santa Maria assunta, è frutto di numerosi rimaneggiamenti; all'interno conserva, tra l'altro, una fonte battesimale del XII secolo e dipinti settecenteschi (di D'Elia, Mollo e altri solimeneschi). Altri edifici sacri d'interesse storico e artistico sono la collegiata di san Giovanni Battista (con tele di Nicola Menzele) e le chiese di santa Maria del Carmine (con grande cupola affrescata da Mario Borgoni), sant'Agostino (santuario del Soccorso), san Francesco d'Assisi, sant'Antonio abate, santa Croce, santa Maria di Costantinopoli (dei cappuccini), san Sebastiano (o della Libera), santa Lucia, santa Maria delle Grazie e san Matteo (o san Bernardino).
Interessanti sono anche il severo palazzo Vescovile, più volte rimaneggiato, e il secentesco palazzo del Seminario, sensibilmente ampliato nell'Ottocento. Il teatro comunale inaugurato nel 1937 e oggi dedicato a Giuseppe Verdi, con una capienza di 800 posti (in origine 1 600), è il massimo teatro all'italiana di Capitanata e tra i maggiori di Puglia.
Alcune architetture pubbliche sono state realizzate tra la fine dell'Ottocento e il primo Novecento, tra cui l'asilo d'infanzia "Matteo Trotta" (1899), la casa di riposo "Concetta Masselli" (1902), l'ospedale "Teresa Masselli-Mascia" (1906) e l'Edificio scolastico "Edmondo de Amicis", già "Principe di Piemonte", inaugurato da Umberto di Savoia il 29 aprile 1923. L'austero prospetto della camera del lavoro (già casa del fascio) si trova in piazza Allegato, opera degli anni trenta che ripete, in scala ridotta, la facciata del municipio di Latina.

## Società

### Evoluzione demografica
Abitanti censiti

### Etnie e minoranze straniere
- Romania 630
- Bulgaria 191
- Albania 144
- Polonia 143
- Marocco 138

### Lingue e dialetti
Per la posizione geografica della città, che permette da secoli un contatto diretto con dialettofoni garganici, pugliesi settentrionali, molisani e campani, il dialetto sanseverese presenta interessanti caratteri di contaminazione con esiti, al contrario del dialetto foggiano, del tutto estranei al dialetto barese.
Per un esempio delle non piccole differenze tra il foggiano e il sanseverese, si veda come il medesimo proverbio («Non ho fatto in tempo a dire: "Cristo, aiutami"») suoni a Foggia: N'àgghjë fàttë a ttìmbë a ddícë: "Crìstë, ajjùtëmë", e a San Severo: Nn'hê fàttë a ttèmbë a ddícë: "Crìstë, ajjùtëmë", ovvero come all'espressione foggiana Stécë appëzzëcàtë câ sputàcchjë (sta incollato con la saliva) corrisponda, in sanseverese, Stà ppëccëchètë cû sputètë. Altro proverbio esemplare è «Il cane azzanna lo straccione»: a Foggia è reso con 'U cànë muzzichèjë 'u strazzàtë, a San Severo con 'U chènë mòccëchë a 'u straccètë.

### Tradizioni e folclore

#### La festa patronale

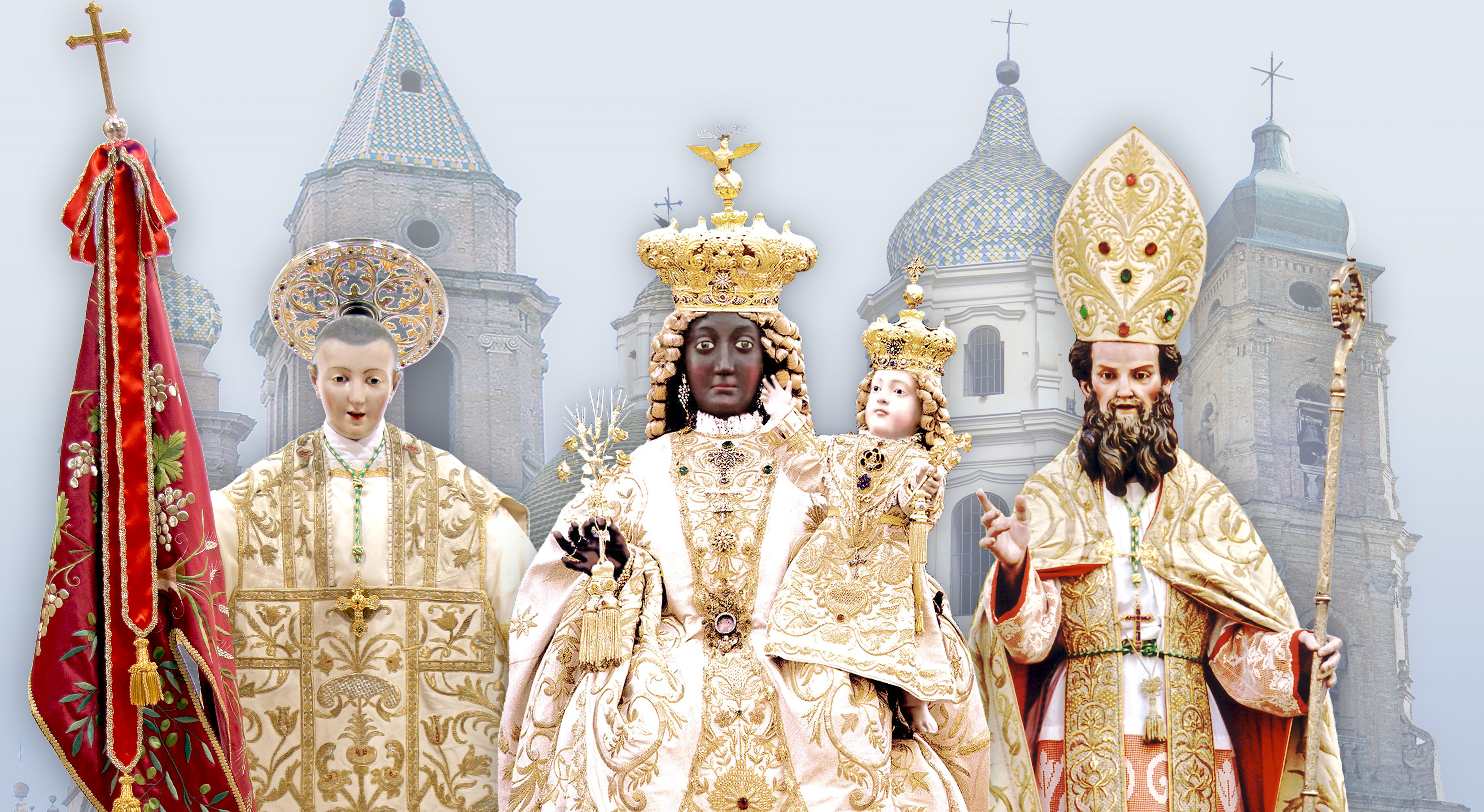
I santi patroni

La festa patronale, nota come Festa del Soccorso, celebra la solennità liturgica (8 maggio) della Madonna del Soccorso, patrona della città e della diocesi. Alla Vergine sono associati, nei festeggiamenti esterni della terza domenica di maggio e del lunedì successivo, i santi compatroni Severino abate e Severo vescovo.
La festa è caratterizzata da due processioni in cui si portano a spalla numerosi simulacri di santi.

#### I riti del venerdì santo

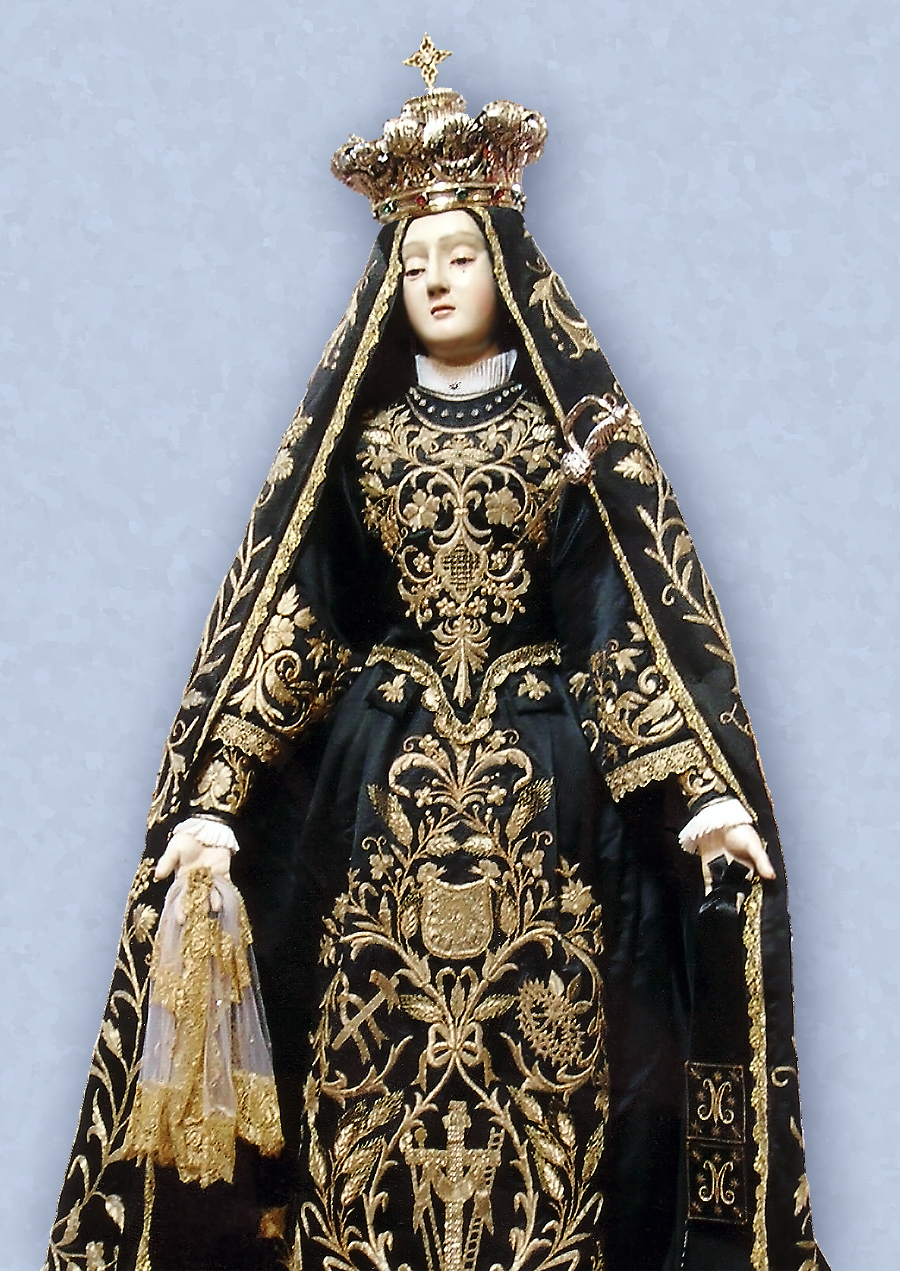
Venerdì santo: l'Addolorata

Tra le molte tradizioni del suo passato che San Severo conserva, vi sono i riti tardo-barocchi della settimana santa.
All'alba del venerdì santo tre processioni prendono avvio contemporaneamente dalla chiesa della Pietà, colla statua settecentesca dell'Addolorata (Arciconfraternita dell'Orazione e Morte), dalla chiesa della Trinità, coll'effigie lignea del Cristo legato alla colonna (Arciconfraternita del Rosario), e dalla chiesa di sant'Agostino, colla pesante Croce del Cireneo portata a spalla da penitenti incappucciati (Arciconfraternita del Soccorso); i tre sacri cortei convergono nell'antica piazza del Castello, dove avviene l'incontro: le statue dell'Addolorata e del Cristo corrono l'una verso l'altra ma l'abbraccio tra la Madre e il Figlio è impedito dalla Croce, che si pone improvvisamente tra loro.
Alla sera del venerdì Santo, invece, si snoda per le vie della città, dalla chiesa di santa Lucia, la processione coll'effigie di Gesù morto, racchiusa in una fastosa urna barocca, seguita da un'altra statua della Vergine Dolorosa (Confraternita del SS.Sacramento). In Santa Lucia, al rientro del sacro corteo, si espongono al bacio del popolo in una deposizione gli stessi simulacri del Cristo morto e della Madonna, mentre nella chiesa della Pietà, dopo la rituale ora della Desolata, la statua dell'Addolorata, spogliata dei fastosi abiti del mattino e posta direttamente in terra ai piedi dell'altare maggiore, 'riceve le condoglianze' dei fedeli che le baciano le mani.
Nel 1727 nacque la congregazione dell'Addolorata, affiliata alla congregazione dei Morti, allo scopo di solennizzare il culto della Vergine dei Sette Dolori, con processione nella terza domenica di ogni mese, specialmente in settembre, per le strade della parrocchia di San Severino. Fu per l'occasione commissionata la statua dell'Addolorata all'artista sanseverese Sebastiano Marrocco, tra gli allievi più valenti del celebre scultore napoletano Giacomo Colombo. Venuta meno alla metà del Settecento l'usanza processionale settembrina, dal 1837 la congregazione dei Morti prese a utilizzare la statua dell'Addolorata per la tradizionale 'peregrinatio' ai "sepolcri" (gli altari delle reposizione del Sacramento) all'alba del venerdì Santo. Anche l'arciconfraternita del SS. Rosario intraprese la consuetudine di visitare i sepolcri, portando con sé la statua del Cristo flagellato alla colonna (scolpita nel 1790 dall'artista Gregorio Palmieri). Il caso volle che, all'alba del venerdì Santo del 1838, le due arciconfraternite si incontrassero con le rispettive statue nel largo esistente dinanzi al convento dei cappuccini: la commozione dei presenti fu tanta che dall'anno seguente le congreghe si misero d'accordo per meglio organizzare l'Incontro. In seguito l'evento fu enfatizzato con l'aggiunta della caratteristica corsa dei simulacri. L'arciconfraternita del Soccorso, a partire dal 1846, si unì alla processione introducendo la pesante croce del Cireneo, portata a spalla da penitenti espianti, macchiatisi di delitti più o meno gravi, e utilizzata per dividere le statue del Cristo e della Vergine durante l'Incontro. Dal 1838 l'usanza non è mai venuta meno ed è tuttora caratterizzata da grande partecipazione popolare. Nel 1885 l'Incontro fu spostato per ragioni di spazio dal largo cappuccini al largo del Rosario. Il maggior spazio non fu ritenuto sufficiente, e negli anni seguenti – e quasi per tutto il primo Novecento – l'Incontro fu riproposto più volte nel corso del tragitto processionale (piazza Carmine, piazza Vittorio Emanuele ecc.). Nel 1928 Oronzo Durante, vescovo di San Severo dal 1922 al 1941, fece sostituire la statua del Cristo legato alla colonna con una nuova statua in cartapesta leccese raffigurante Cristo che porta la croce: riteneva, infatti, che fosse illogico che il Cristo immobilizzato per la fustigazione corresse incontro all'Addolorata. Successivamente i sanseveresi rivollero il Cristo alla colonna, e l'antica statua tornò regolarmente in processione. Nel 1965 si rispolverò l'usanza di un secondo Incontro in piazza della Repubblica, subito prima del rientro del Cristo alla colonna, poi nuovamente abolita negli anni novanta.
Nel 2017 il sito di Skyscanner pone la processione diurna di San Severo al quarto posto nella classifica delle processioni pasquali più belle d'Italia, dopo Enna, Sora e Savona.

#### La festa del Carmine

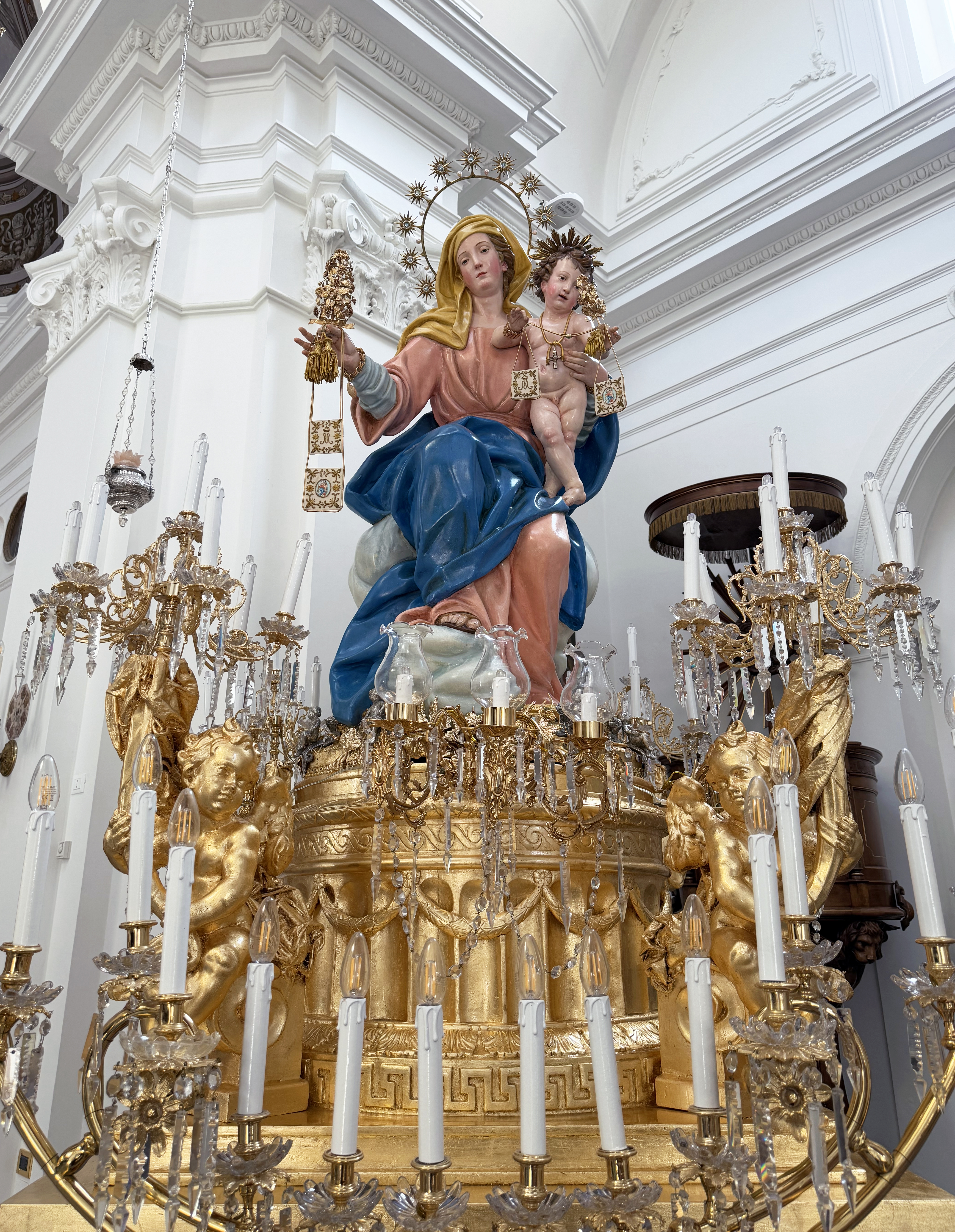
La Madonna del Carmine

La festa del Carmine si celebra in onore della Beata Vergine del Monte Carmelo, protettrice dei muratori e degli artigiani, il 16 luglio, sua festa liturgica. Il culto dedicatole è tra i più praticati a San Severo ed è secondo solo a quello patronale della Madonna del Soccorso. Il 6 luglio ha inizio il novenario di preghiera nella chiesa del Carmine, sede dell'omonima arciconfraternita, e la statua della Madonna, uno dei capolavori della scultura lignea napoletana del Settecento, opera dei fratelli Michele e Gennaro Trillocco su modello di Giuseppe Sanmartino (1790), è per l'occasione esposta alla pubblica venerazione in un apparato effimero. La sera del 15 luglio il vescovo celebra un solenne pontificale, alla presenza del simulacro della Madonna, in largo Carmine. Nella serata del 16 luglio si tiene la solenne processione. Lungo l'itinerario, che coincide coll'intero 'Giro esterno', si incendiano le tradizionali batterie pirotecniche. Al rientro del simulacro ha luogo il tradizionale incendio del campanile. I festeggiamenti esterni includono anche i giorni che precedono e seguono il 16 luglio e per l'occasione sono installate artistiche luminarie in largo Carmine.

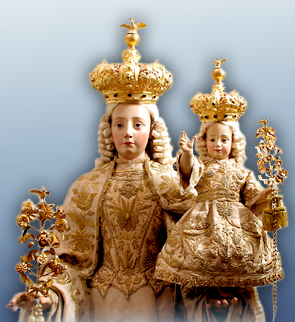
La Madonna del Rosario

#### La festa del Rosario
La festa liturgica in onore della Madonna del Rosario si celebra il 7 ottobre: ogni anno il vescovo presiede una messa solenne nella chiesa della SS. Trinità, che ospita l'Arciconfraternita del Rosario. I festeggiamenti esterni si tengono la terza domenica di ottobre e consistono nella solenne processione mattutina del simulacro della Vergine, prezioso manichino ligneo napoletano realizzato dall'artista Giacomo Colombo nel 1716, accompagnato dalle statue di San Domenico e Santa Rosa. Lungo l'itinerario sono incendiate numerose batterie alla sanseverese.

#### Altre feste religiose
Molto sentite sono anche le feste, con relative processioni e incendio di batterie, di santa Rita da Cascia (22 maggio), di san Rocco (16 agosto) e della Concetta, ossia l'Immacolata (8 dicembre), in occasione della quale i giovani sparano per le vie numerosi petardi e sono incendiati caratteristici falò, nonché le feste di santa Lucia da Siracusa (13 dicembre) e sant'Antonio abate (17 gennaio), quest'ultima con la storica benedizione degli animali.
I santi patroni Severino e Severo sono rispettivamente festeggiati, invece, l'8 gennaio e il 25 settembre. In occasione della solennità di san Severino, a gennaio, si celebra ogni anno la cerimonia della consegna del voto al santo protettore e difensore da parte dell'Amministrazione Comunale, nel corso della quale si ricorda con gratitudine la prodigiosa apparizione del patrono nel 1528, cui è dedicata apposita festa che ricorre il sabato precedente la quarta domenica di ottobre.

#### Il Caso Tiberio Solis e Rievocazione "Carlo V a San Severo"
Il 9 maggio di ogni anno il Centro Culturale Luigi Einaudi ricorda, con uno spettacolo teatrale, la cerimonia di consegna dei privilegi da Tiberio Solis (o de Lisolis) portati alla Municipalità di San Severo, dopo averli ottenuti dall'Imperatore Carlo V. I fatti sono avvenuti tra il 1521 ed il 9 maggio 1522. Si festeggia nella stessa data, considerando la concomitanza e la portata storica, anche la festa dell'Europa unita.
Ogni anno il terzo venerdì di maggio, in apertura della festa patronale, si tiene la rievocazione storica "Carlo V a San Severo".

## Cultura

### Istruzione

#### Biblioteche
- Biblioteca comunale "Alessandro Minuziano": la storica istituzione cittadina, in origine denominata Ferdinandea e poi intitolata al celebre umanista e stampatore sanseverese, consta di un patrimonio librario di circa centomila volumi, un fondo antico, con quindici edizioni minuzianee, oltre a rari incunaboli e numerose cinquecentine, secentine e settecentine e una emeroteca. Ha sede di rappresentanza nell'ex edificio scolastico "G. Pascoli".
- Biblioteca "Padre Benedetto Nardella" dei Frati Minori Cappuccini: ospitata nel secentesco convento di Santa Maria di Costantinopoli, è intitolata a padre Benedetto Nardella da San Marco in Lamis, direttore spirituale di Padre Pio. Il suo patrimonio è di oltre trentamila volumi a cui si aggiunge il fondo antico. La sua specializzazione riguarda  la mistica, la spiritualità, il fondo su san Pio da Pietrelcina e la storia locale. Negli anni sono state incrementate le sezioni riguardanti la storia, la filosofia, la teologia, la pedagogia e la letteratura. Fa parte del Polo PUG del Servizio Bibliotecario Nazionale. Il suo catalogo, aggiornato quotidianamente,  è interamente consultabile on line sull'OPAC dell'ICCU (Istituto Centrale Catalogo Unico) o sul portale delle Biblioteche di Puglia.[45]
- Archivio storico comunale: unito alla Biblioteca comunale, è un'imponente raccolta di documenti sulla vita civile e amministrativa della città in età moderna e contemporanea.
- Archivio storico diocesano: ha sede nel Palazzo Trotta, nei pressi della Cattedrale, e vanta un ricco patrimonio documentario; conserva, infatti, un notevole numero di pergamene, gli archivi vescovili, curiali e capitolari, i fondi delle parrocchie storiche della diocesi e, soprattutto, il fondo musicale del monastero benedettino di San Lorenzo, che comprende, tra l'altro, autografi di importanti musicisti italiani del Settecento.

Dal 1979, si tiene annualmente a San Severo il Convegno nazionale di preistoria, protostoria e storia della Daunia, organizzato dall'Archeoclub.

#### Scuole
In città sono attivi cinque circoli di scuola primaria, tre scuole medie e otto istituti superiori (Liceo Ginnasio, Liceo Scientifico, Liceo Polivalente, Istituto Tecnico Agrario, Istituto Tecnico Economico, Istituto Tecnico Industriale, Istituto Professionale di Stato e Istituto Tecnico per Geometri).

#### Università
La sede di San Severo dell'Università di Foggia è stata istituita contemporaneamente allo stesso ateneo. Attualmente è attivo solo il corso di Infermieristica (Facoltà di Medicina e Chirurgia).

#### Musei

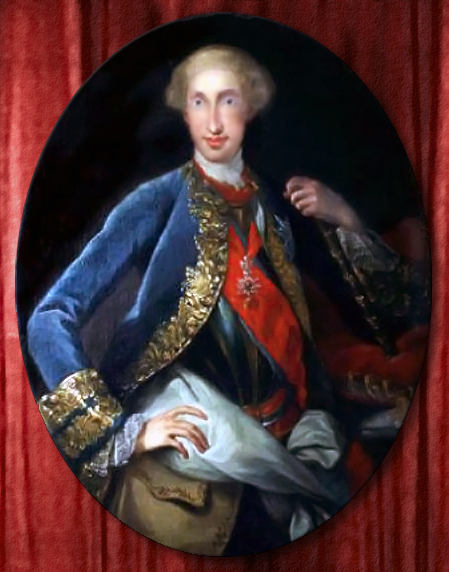
Museo civico: ritratto di Ferdinando I di Borbone

- Il Museo dell'Alto Tavoliere (MAT) è allestito nel settecentesco monastero francescano, noto anche come Palazzo San Francesco. Conserva un considerevole patrimonio archeologico, con reperti dal Paleolitico al tardo antico per lo più provenienti dagli scavi archeologici di Guadone, Casone e Pedincone, non lontani dalla città. Nella quadreria sono esposte alcune opere d'età moderna.
- SPLASH Archivio Bibliografico "Andrea Pazienza" è una sezione permanente del MAT Museo dell'Alto Tavoliere, un centro di documentazione contenente cataloghi, riproduzioni, fumetti, riviste, foto, saggi, rassegne stampa e altro, riguardanti il celebre artista, illustratore e fumettista di origini sanseveresi Andrea Pazienza.
- La Pinacoteca Luigi Schingo è la sezione del MAT, che raccoglie trentasette fra dipinti, sculture, studi e disegni dell'artista sanseverese Luigi Schingo (1891-1976).
- Il Museo diocesano, allestito nel sotterraneo del Palazzo del Seminario, espone argenti, ex voto, statuaria e paramenti sacri di diversa epoca. Tra i manufatti più significativi spiccano una collezione di piatti da colletta medievali in rame sbalzato e alcune statue lignee policrome medievali e rinascimentali.
- Il Museo dell'Arciconfraternita del Carmine, allestito nella Sacrestia Nuova della chiesa confraternale e inaugurato nel 2024, è articolato in un quattro sezioni (storia dell'arciconfraternita, liturgia, processionali, devozione), con paramenti sette e ottocenteschi, argenti sacri, preziosi e soprattutto eccezionali opere tessili del XIX secolo (tre stendardi e il baldacchino processionale).

Mostre di diverso genere (archeologiche, di pittura, fotografiche etc.) sono più o meno regolarmente allestite presso il Museo civico, il Museo diocesano e la Galleria d'arte moderna di Palazzo San Lorenzo.

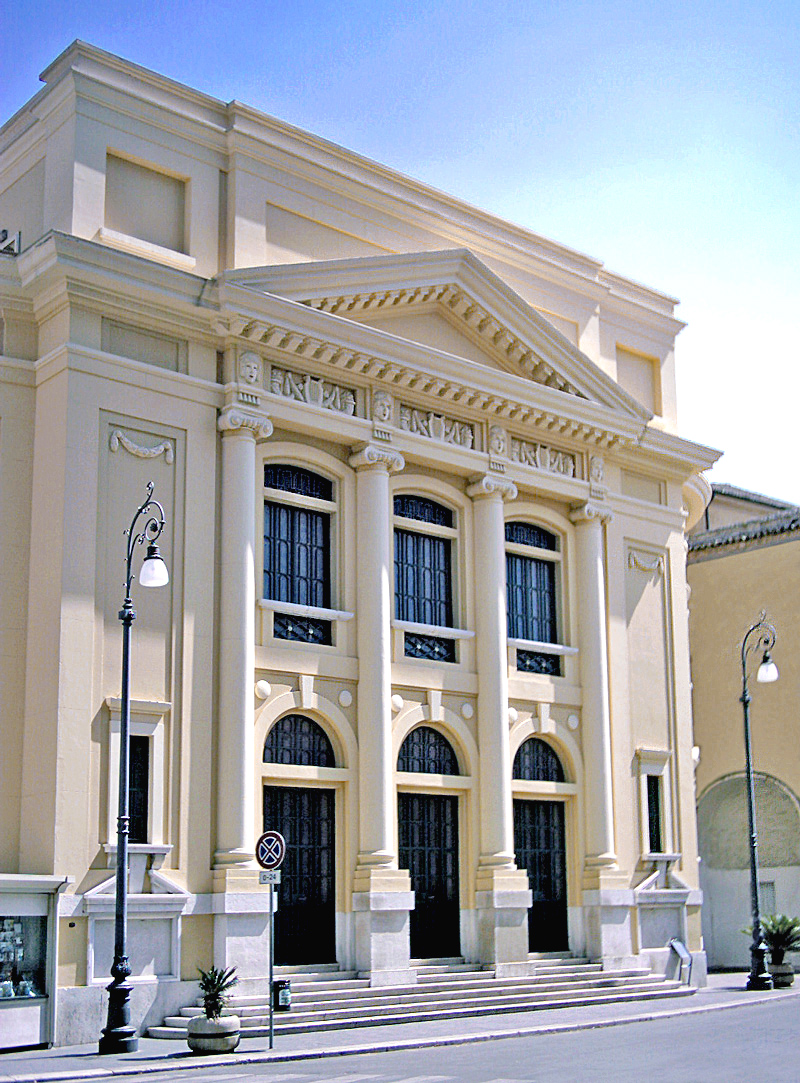
Il Teatro Verdi

### Media
L'informazione cittadina è affidata a diverse testate locali (Il Corriere di San Severo, Il Giornale di San Severo, La Gazzetta di San Severo,'Il campanile), nonché all'emittente televisiva Tele Radio San Severo, attiva dagli anni settanta. La Gazzetta del Mezzogiorno pubblica quotidianamente una pagina su San Severo e il Nord-Tavoliere.

### Teatro e musica
Terzo teatro pubblico della città, dopo quello del Decurionato (1750 ca.) e il Real Borbone (1819), il Teatro Verdi (opera di Cesare Bazzani, 1937), con la sua sala a cinque ordini (progettata per 1600 spettatori) e il foyer e il ridotto dei palchi (oggi Auditorium), è privilegiato luogo d'incontro e promozione per l'intera Capitanata e non solo.
Nel corso di ogni anno, accanto a una ricca stagione concertistica curata dagli Amici della Musica, al Verdi si allestiscono alcuni spettacoli operistici, una serie di spettacoli di prosa (in collaborazione col consorzio Teatro Pubblico Pugliese) e serate dedicate al balletto.

## Geografia antropica

### Urbanistica

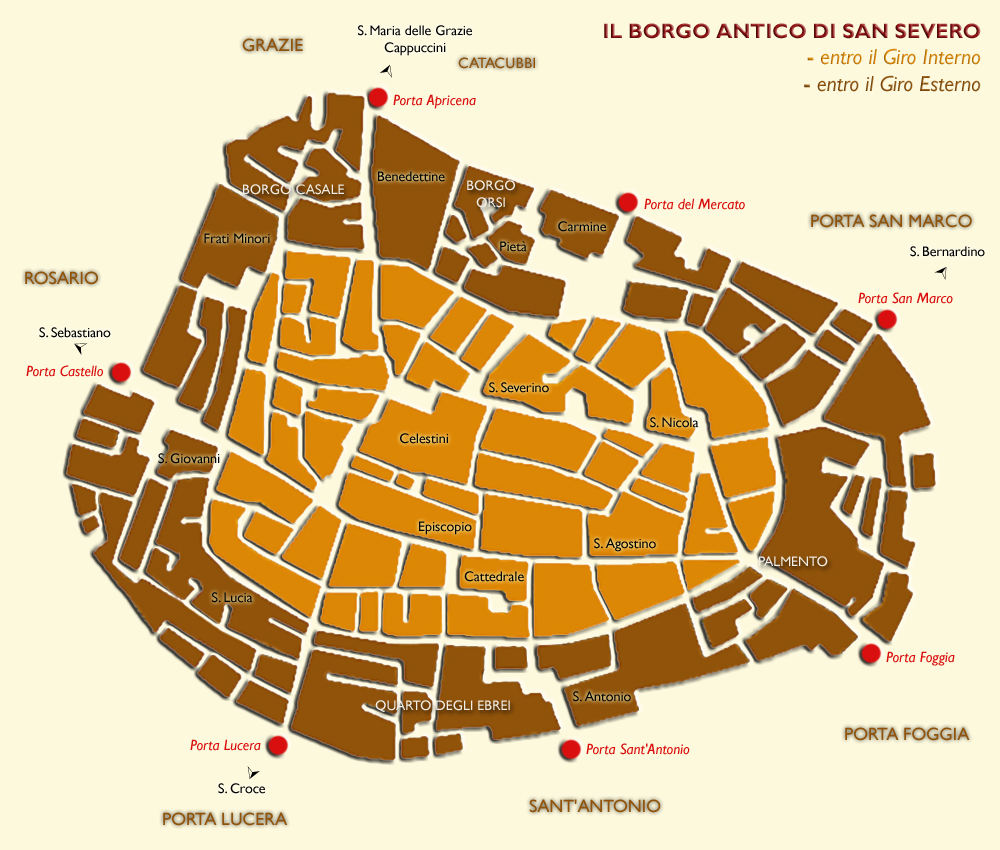
Pianta del borgo antico

Pur esistendo isolate costruzioni extra moenia, la città, dopo il notevole ampliamento duecentesco legato alla costruzione di nuove mura e alla trasformazione del vecchio circuito murario in un importante anello stradale (il Giro Interno), pressappoco fino al Seicento coincise coll'attuale centro storico, un intrico di strade e stradine serpeggianti tra grandi, e talvolta enormi, isolati. Dopo il terremoto del 1627 e il progressivo abbattimento delle mura, l'abitato si estese a scacchiera oltre la cinta difensiva (il Giro Esterno), sviluppando nuovi rioni che si aggiunsero ai diversi quartieri preesistenti (tra cui Borgo Casale, Borgo degli Orsi e il Quarto degli Ebrei). Nacquero così il Quarto dei Catacubbi (o delle Grazie), il rione sopra il Rosario e quelli di Porta Lucera, sotto Sant'Antonio, di Porta Foggia e di Porta San Marco. Per contenere i danni provocati dai frequenti terremoti, le costruzioni di norma non superavano i due piani (e spesso si riducevano a modesti pianterreni imbiancati a calce e con tetto a spioventi), coll'eccezione dei diffusi palazzi del patriziato, più slanciati e articolati, e delle architetture ecclesiastiche maggiori (chiese principali e complessi monastici) che, coronate da cupole e campanili, dominavano incontrastate sull'abitato sfidando, con pareti più massicce e robuste, l'offesa dei sismi.
Tra la fine dell'Ottocento e l'inizio del Novecento, mentre l'abitato continuava ad estendersi in ogni direzione, si intervenne per rendere più organico il continuo ampliamento della città colla sistemazione o la creazione di vaste piazze, come piazza Cavallotti e piazza dell'Incoronazione, e di grandi arterie alberate, come il viale della Villa (corso Garibaldi) e quello della Stazione (viale Matteotti).

## Economia

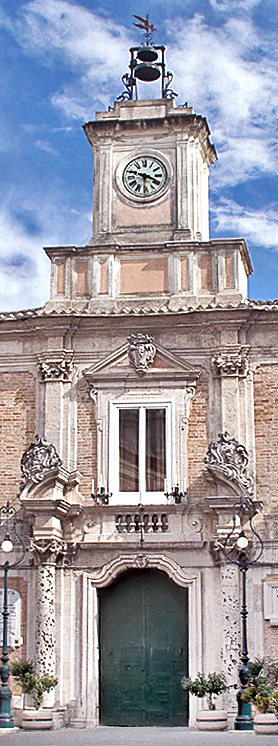
Palazzo Celestini

Il comune fa parte della lista regionale delle città d'arte ad economia prevalentemente turistica.

### Agricoltura
San Severo è produttrice di vino, grano, uva e olive. Le grandi risorse agricole hanno generato un sistema di piccole e medie imprese industriali e di trasformazione dei prodotti coltivati, esportati sui mercati nazionali e transnazionali.
Il vino sanseverese  è stato il primo, in Puglia, ad ottenere la denominazione di origine controllata (1968): San Severo bianco, San Severo bianco spumante, San Severo rosso o rosato.
La tradizione agricola cittadina è testimoniata, tra l'altro, dalla denominazione del metodo di coltivazione degli olivi maggiormente diffuso in Capitanata. Si tratta, infatti, del vaso sanseverese, ottenuto potando le chiome degli alberi come coni rovesciati, con sviluppo orizzontale invece che in altezza. Insieme al vaso barese, quello sanseverese rappresenta la più importante forma di coltura dell'olivo in Puglia.

## Infrastrutture e trasporti

Il piazzale della stazione di San Severo con un tram per Torremaggiore in una cartolina degli anni Quaranta

### Strade
La città è uno snodo stradale, sia per la prossimità coll'imbocco della valle che conduce a San Marco in Lamis, San Giovanni Rotondo e Monte Sant'Angelo (attraverso l'antica Via Sacra Langobardorum, un'antesignana della Via Francigena), sia per la vicinanza ai laghi costieri di Lesina e di Varano e alle località settentrionali del promontorio.
SS 16 che funge da tangenziale ovest e conduce verso Termoli/Pescara a nord e Foggia/Bari a sud. 
Sp per Lucera
A14 Pescara-Bari uscita San Severo

### Ferrovie e tranvie
La stazione di San Severo, teatro del grave incidente ferroviario del 1989, è capolinea della linea per Peschici delle Ferrovie del Gargano.
Fra il 1925 e il 1962 fu attiva la tranvia San Severo-Torremaggiore, un impianto a trazione elettrica che partiva dalla stazione ferroviaria e percorreva la circonvallazione nord e l'attuale strada provinciale 30. I tram impiegavano circa 20 minuti per servire le fermate intermedie e giungere al capolinea di Torremaggiore.

## Amministrazione
Elenco dei sindaci della città dalla proclamazione della Repubblica:
| Periodo          | Periodo          | Primo cittadino          | Partito                            | Carica                  | Note |
| ---------------- | ---------------- | ------------------------ | ---------------------------------- | ----------------------- | ---- |
| 1946             | 1948             | Emilio Amoroso           | Partito Comunista Italiano         | Sindaco                 |      |
| 1948             | 1950             | Francesco Paolo Visconti | Partito Comunista Italiano         | Prosindaco              |      |
| 1950             | 1950             | Luigi Allegato           | Partito Comunista Italiano         | Sindaco                 |      |
| 1950             | 1952             | Baldassarre Virzì        | -                                  | Commissario prefettizio |      |
| 1952             | 1956             | Filippo Pelosi           | Partito Comunista Italiano         | Sindaco                 |      |
| 1956             | 1957             | Giuseppe Massa           | -                                  | Commissario prefettizio |      |
| 1957             | 1962             | Filippo Pelosi           | Partito Comunista Italiano         | Sindaco                 |      |
| 1962             | 1969             | Pasquale Iantoschi       | Democrazia Cristiana               | Sindaco                 |      |
| 1970             | 1971             | Leopoldo Carneglia       | -                                  | Commissario prefettizio |      |
| 1971             | 1972             | Antonio Casiglio         | Partito Socialista Italiano        | Sindaco                 |      |
| 1972             | 1974             | Raffaele Iacovino        | Partito Socialista Italiano        | Sindaco                 |      |
| 1974             | 1976             | Antonio Cologno          | Partito Comunista Italiano         | Sindaco                 |      |
| 1976             | 1981             | Antonio Carafa           | Partito Socialista Italiano        | Sindaco                 |      |
| 1981             | 1986             | Michele Cologno          | Partito Socialista Italiano        | Sindaco                 |      |
| 1986             | 1990             | Michele Santarelli       | Partito Socialista Italiano        | Sindaco                 |      |
| 1990             | 1992             | Giuseppantonio Belmonte  | Democrazia Cristiana               | Sindaco                 |      |
| 1992             | 1993             | Mario Fantasia           | Partito Democratico della Sinistra | Sindaco                 |      |
| 1993             | 1994             | Pasquale Santamaria      | -                                  | Commissario prefettizio |      |
| 1994             | 1995             | Vincenzo Canelli         | Partito Democratico della Sinistra | Sindaco                 |      |
| 1995             | 1995             | Salvatore Tropea         | -                                  | Commissario prefettizio |      |
| 1995             | 2004             | Giuliano Giuliani        | Alleanza Nazionale                 | Sindaco                 |      |
| 13 giugno 2004   | 8 aprile 2009    | Michele Santarelli       | Socialisti Democratici Italiani    | Sindaco                 |      |
| 8 aprile 2009    | 7 giugno 2009    | Daniela Aponte           | -                                  | Commissario prefettizio |      |
| 7 giugno 2009    | 10 febbraio 2014 | Gianfranco Savino        | Il Popolo della Libertà            | Sindaco                 |      |
| 10 febbraio 2014 | 9 giugno 2014    | Nicoletta Miscia         | -                                  | Commissario prefettizio |      |
| 9 giugno 2014    | 9 giugno 2019    | Francesco Miglio         | lista civica                       | Sindaco                 |      |
| 9 giugno 2019    | 24 giugno 2024   | Francesco Miglio         | lista civica di centro-sinistra    | Sindaco                 |      |
| 24 giugno 2024   | in carica        | Lidya Colangelo          | coalizione di centro-destra        | Sindaco                 |      |

### Gemellaggi
San Severo ha accordi di partenariato col comune francese di Bourg-en-Bresse per le numerose famiglie sanseveresi che abitano il borgo.

## Sport
Ha sede nel comune la società di pallacanestro Cestistica San Severo, fondata nel 1966. Attualmente militante in serie B.
La squadra di calcio U.S.D. San Severo, fondata nel 1922, milita nel campionato di Promozione Pugliese e disputa gli incontri al campo sportivo cittadino, denominato "Ricciardelli".

### Libri
- Umberto Pilla, Vittorio Russi, San Severo nei secoli, San Severo, Dotoli, 1984.
- Matteo Fraccacreta, Teatro topografico storico-poetico della Capitanata, e degli altri luoghi più memorabili e limitrofi della Puglia, tomi III, IV e V, Napoli, nella Tipografia di Angelo Coda, 1834-1837; tomo VI, Sala Bolognese, Arnaldo Forni Editore, 1976 (anastatica dell'edizione di Lucera, dalla Tipografia di Salvatore Scepi, 1843, integrata con trascrizione di autografi inediti).
- Vincenzo Tito, Memorie della parrocchiale e collegiata chiesa di S. Giovanni Battista eretta nella Città di Sansevero, Napoli, Tipografia del Sebeto, 1859.
- Francesco de Ambrosio, Memorie storiche della Città di Sansevero in Capitanata, Napoli, de Angelis, 1875.
- Bonaventura Gargiulo, Apulia sacra, volume I, La diocesi di Sansevero. Cenni storici dalla fondazione di Sansevero ai giorni nostri con prolusione su l'Apulia civile e sacra, Napoli, Stabilimento tip. Librario A. e S. Festa, 1900.
- Elvira Azzeruoli, Un po' di folklorismo paesano coi sunti Scolastici della storia e geografia di Sansevero, tratti dalle storie cittadine di A. Lucchino, M. Fraccacreta, F. d'Ambrosio, V. Gervasio, Arc. V. Tito, Can. Cardillo, Mons. B. Gargiulo, Polichetti, N. Checchia, ecc., Napoli, Tipografia Joele & Aliberti, 1934.
- Le pergamene dell'Archivio Capitolare di San Severo (secoli XII-XV), a cura di Pasquale Corsi, Bari, Resta, 1974.
- Raffaele Iacovino, 23 marzo 1950. San Severo si ribella, Milano, Teti editore, 1977.
- Umberto Pilla, San Severo nel Risorgimento, San Severo, Libreria Editrice Notarangelo, 1978.
- Pietro Vocale - Michele Pollice - Benito Mundi, Stampa periodica di San Severo e di Capitanata, San Severo, Dotoli, 1981.
- Umberto Pilla - Vittorio Russi, San Severo nei secoli, San Severo, Dotoli, 1984.
- Studi per una storia di San Severo, a cura di Benito Mundi, San Severo, Tipografia Sales, 1989.
- Rosa Nicoletta Tomasone, Umberto Fraccacreta 50 anni dopo- Lettere inedite, San Severo, Edizioni Laterza, 1991.
- Pasquale Corsi, Regesto delle pergamene di San Severo in età moderna, San Severo, Gerni Editori, 1992.
- Vincenzo Gervasio, Appunti cronologici da servire per una storia della Città di Sansevero, a cura di Francesco Giuliani, San Severo, Gerni Editori, 1993.
- Antonio Lucchino, Memorie della Città di Sansevero e suoi avvenimenti per quanto si rileva negli anni prima del 1629, a cura di Michele Campanozzi, San Severo, Felice Miranda Editore, 1994.
- Rosa Nicoletta Tomasone, Rifugio di memoria, San Severo, Edizioni Laterza, 1996.
- Rosa Nicoletta Tomasone, Umberto Fraccacreta 50 anni dopo- Lettere inedite seconda edizione, San Severo, Edizioni Laterza, 1997.
- Rosa Nicoletta Tomasone, I Moti del 1799 all'origine della libertà, San Severo, Edizioni Felice Miranda, 1998.
- Rosa Nicoletta Tomasone, Fumetto storico “ San Severo 1799”, San Severo, Edizioni Felice Miranda, 1999.
- Rosa Nicoletta Tomasone, Sangue tra gli ulivi – 1799 Era solo ieri - romanzo storico, San Severo, Edizioni Laterza, 1999.
- Emanuele d'Angelo, Studi su san Severino abate, patrono principale della città di Sansevero, San Severo, Esseditrice, 1999.
- Francesco Giuliani, San Severo nel Novecento. Storia, fatti e personaggi di un Secolo, San Severo, Felice Miranda Editore, 1999.
- Benito Mundi - Giuliana Mundi Leccese, Omaggio a San Severo, Foggia, Edizioni del Rosone, 2000.
- Rosa Nicoletta Tomasone, Mirabilia Urbis Sancti Severi, San Severo, Edit. Vaticana, 2001.
- San Severo città d'arte. Nel segno di Dioniso, a cura di Elena Antonacci, testi di Elena Antonacci, Emanuele d'Angelo e Christian de Letteriis, fotografie di Antonio Soimero, Foggia, Claudio Grenzi Editore, 2006.
- Carmelo G. Severino, San Severo città di Puglia, Roma, Gangemi Editore, 2007.
- Rosa Nicoletta Tomasone, Corteo storico Carlo V a San Severo e il Caso Tiberio Solis, San Severo, Grafiche Sales, 2007.
- Rosa Nicoletta Tomasone, Corteo storico Carlo V a San Severo e il Caso Tiberio Solis seconda edizione, San Severo, Grafiche Sales, 2009.
- Rosa Nicoletta Tomasone, I dieci anni che hanno sconvolto il mondo, San Severo, Edizione Boragrafiche, 2011.
- Rosa Nicoletta Tomasone, L'Unità d'Italia …e San Severo verso l'Unità, San Severo, Edizioni TSP, 2011.
- Pasquale Corsi, Memoria di una Città, Gerni Editori, San Severo, 2011.
- Armando Perna, San Severo. Genealogia di una Comunità, Foggia, Edizioni del Rosone, 2012.
- Francesco Giuliani, Tra storia e letteratura. L'immagine di San Severo dall'Unità d'Italia a oggi, Edizioni del Rosone, Foggia, 2013.
- Angelo Russi, San Severo tra storia e memoria, Scienze e Lettere, Roma, 2015.
- Ciro Pistillo - Attilio Littera, Dizionario del dialetto di San Severo, Sottotitolato "Parlë accumë t'ha ffàttë màmmëtë", Malatesta Editrice, Apricena, 2006.
- Attilio Littera - Ciro Pistillo, Grammatica del dialetto di San Severo, Sottotitolata "Parlë accúmë t'ha ffàttë màmmëtë", Malatesta Editrice, Apricena, 2006.
- Ciro Pistillo - Attilio Littera, Il dialetto di San Severo nella lingua dei padri - Dizionario, Malatesta Editrice, Apricena, 2019.
- Attilio Littera - Ciro Pistillo, Il dialetto di San Severo nella lingua dei padri - Grammatica, Malatesta Editrice, Apricena, 2019.
- Ciro Pistillo - Attilio Littera, Ricette di cucina e medicina popolare del terrazzano sanseverese con illustrazioni, Malatesta Editrice, Apricena, 2009.
- Ciro Pistillo, U carusèllë, A. e M. Notarangelo Librai Editori, San Severo, 1982.
- Ciro Pistillo, U carusèllë nówë, Malatesta Editrice, Apricena, 2008.
- Ciro Pistiillo, U fàtt'û ròspë, Edizioni Fortezza Bastiani, Monocalzati (AV), 2015.
- Antonio Giuliani, Piccola Antologia di Prose e Poesie dal dialetto di San Severo alla lingua italiana, presentazione e trascrizione di Attilio Littera e Ciro Pistillo, Felice Miranda Editore, San Severo, 2000.
- Rosa Nicoletta Tomasone, Francesco Totaro, Carlo V e Tiberio de Lisolis , Lettere inedite, Levante editori- Bari, 2016
- Rosa Nicoletta Tomasone, Francesco Totaro, Magister Augustinus Resta de Sancto Severo, Compositore e Maestro di Cappella, Levante editori, Bari, 2016
- Rosa Nicoletta Tomasone, Umberto Fraccacreta & Noi. Lettere inedite di Ezio Levi 1911-1939. Testimonianze - Antologia critica, Milella editore, Lecce, 2022
- Rosa Nicoletta Tomasone CARLO V , Itinerari contemporanei in cornici storiche, Milella editore, Lecce, 2023